# Cruiser Tank Mk IV
Der Cruiser Tank Mk IV (A13 Mk II) war ein zu Beginn des Zweiten Weltkrieges gebauter britischer Panzerkampfwagen der Cruiser Tank-Klasse. Aufbauend auf dem Cruiser Tank Mk III handelte es sich um eine Weiterentwicklung diese Typs mit verstärkter Panzerung und neuer Waffenblende. Während der Fertigung wurde der Austausch der koaxialen Maschinengewehrbewaffnung im Turm vorgenommen. Fahrzeuge mit dieser Änderung wurden als Mk. IVA bezeichnet.

## Entwicklung
Im Jahr 1930 wurde in den USA der erste Panzer von Christie mit einer revolutionären neuen Federung entwickelt. Die Briten wurden allerdings erst aufmerksam, als man eine große Übung und Manöver der Roten Armee mit neuen BT-Panzern beobachtete. Hierbei fiel die enorme Geschwindigkeit und Wendigkeit auf. Im Jahr 1936 schickte die Firma Morris zusammen mit dem General Giffard LeQuesne Martel ein Team in die USA um einen Panzer von Walter Christies mit Lizenz zu kaufen. Dieser erste experimentelle Panzer hatte die Bezeichnung A13 E1, war jedoch im Innenraum viel zu eng um effektiv arbeiten zu können. Darum wurde ein zweiter, geräumigerer Prototyp mit der Bezeichnung A13 E2 entwickelt. Auf diesen Prototypen setzte man einen neuen Cruiser Tank Mk I Turm, einen überarbeiteten Antriebsstrang mit hinterem Antriebsrad, verbesserten Ketten und ein überarbeitetes Panzerdesign. Bei mehreren Versuchen erreichte dieser Panzer eine Geschwindigkeit von 65 km/h, allerdings blieb es dabei nur in Versuchen. Die praktische Reisegeschwindigkeit lag häufig bei 48 km/h. Ein dritter Prototyp, der A13 E3, setzte alle Weichen vor die Vorserienproduktion und führe zum Cruiser Mk. III, welcher nach 65 Fahrzeugen durch den Mk. IV abgelöst wurde.
Der Cruiser Tank Mk IV wurde durch zwei Panzer ersetzt, dem Cruiser Tank Mk V Covenanter und dem Cruiser Tank Mk VI. Der A13 Mk III „Covenanter“ war eine radikale Abkehr von der ursprünglichen A13-Konstruktion und stellte einen völlig neuen Panzer dar, der jedoch aufgrund von Zuverlässigkeitsproblemen nur zu Ausbildungszwecken eingesetzt wurde. Der A15 „Crusader“ verwendete den gleichen Liberty-Motor, war aber ansonsten eine Neukonstruktion.

## Produktion
Die Produktion des A13 Mk. II, mit einem Auftrag über 225 Stück, begann im Januar 1940. Es wurden insgesamt fünf Aufträge vergeben:
| Hersteller                    | Seriennummern                                                              | Stückzahl     | Typ                     |
| ----------------------------- | -------------------------------------------------------------------------- | ------------- | ----------------------- |
| Nuffield Mechanization & Aero | T.6552 T.9096 – T.9159 T.9160 – T.9190 T.15215 – T.15294 T.18131 – T.18160 | 1 64 31 80 30 | Prototyp Mk. IV Mk. IVA |
| Midland & Scottish Railway    | T.7030 – T.7060 T.18096 – T.18130                                          | 31 35         | Mk. IVA                 |
| English Electric              |                                                                            |               |                         |
| Leyland Motors                |                                                                            |               |                         |

Insgesamt wurden vom Cruiser Mk. IVA bis Ende 1940 665 Exemplare gebaut.

## Technische Beschreibung
An der Wanne, der Aufhängung und dem Motor wurden keine Änderungen vom Cruiser Tank Mk III zum Mk IV vorgenommen, da die britische Armee mit den Leistungsparametern zufrieden war. Die Änderungen beschränkten sich hauptsächlich auf die Panzerung. Diese wurde an der Front von 14 mm auf 30 mm erhöht.
Am Turm wurden allerdings einige Änderungen vorgenommen, was das größte Unterscheidungsmerkmal zwischen dem Cruiser Tank Mk III und Mk IV war. Der neue Turm hatte eine Besatzung von drei Mann. und eine 2-Pfünder-Kanone (40 mm). Die Kommandantenkuppel war rund statt sechseckig (ähnlich wie die Kuppel des leichten Panzers Mk VIB). Das Beobachtungsgerät links vom Geschützmantel wurde in die Aufsatzpanzerung verlegt, und die vier Abschnitte der vorderen Aufsatzpanzerung wurden parallel zur Wanne angebracht. Die Konfiguration der seitlichen Panzerung ähnelte der des Cruiser Tank Mk III.

## Varianten

### Mk IVA
Der Cruiser Tank Mk IVA war die Standardversion des Kampfpanzers. Da das koaxiale, wassergekühlte 7,7-mm-Vickers-Maschinengewehr ständig Probleme bereitete, wurde es durch das 7,92-mm-Besa-Maschinengewehr ersetzt. Dieses war kompakter und wurde in einer vibrationshemmenden Halterung untergebracht. Alle britischen Panzer sollten ab Anfang 1940 für die Montage der neuen Waffe umgebaut werden. Dadurch erhielt der Panzer die Bezeichnung Mk IVA. Auch wurde die Panzerung leicht verbessert und verstärkt.

### Mk IV CS
Im Jahr 1939 überlegte man, die Ausführung Mk IV Close Support (CS) zur Unterstützung der Infanterie mit einer 9,4-cm-Haubitze statt der 2-Pfünder-Kanone zu bauen. Man verwarf jedoch den Gedanken aufgrund, da man diesen Panzer eher zur Übung statt für Gefechte sah.

## Einsatz

### Britische Armee

#### Frankreich 1940 / BEF
Etwa 40 Cruiser Tank Mk IVA wurden 1940 in Frankreich bei der 1st Armoured Division der British Expeditionary Force eingesetzt. Diese kamen direkt vom Werk, da die gelandeten britischen Truppen schnellstmöglich Panzer benötigten. Dadurch kam es jedoch vor, dass Teile oder auch Zubehör fehlten. Auch hatten die Besatzungen nicht genügend Zeit, um sich auf und an dem Panzer ausbilden zu können und so schnitt der Mk IV nicht gut ab. Die ersten Gefechte für die britische 10th Husars der 2nd Tank Brigade der 1st Armoured Division verliefen katastrophal. Beim Rückzug nach Dünkirchen wurden die meisten in Calais aufgegeben, teilweise sabotiert oder irreparabel beschädigt, teilweise jedoch völlig intakt und fielen in die Hände der Wehrmacht.

#### Nordafrika

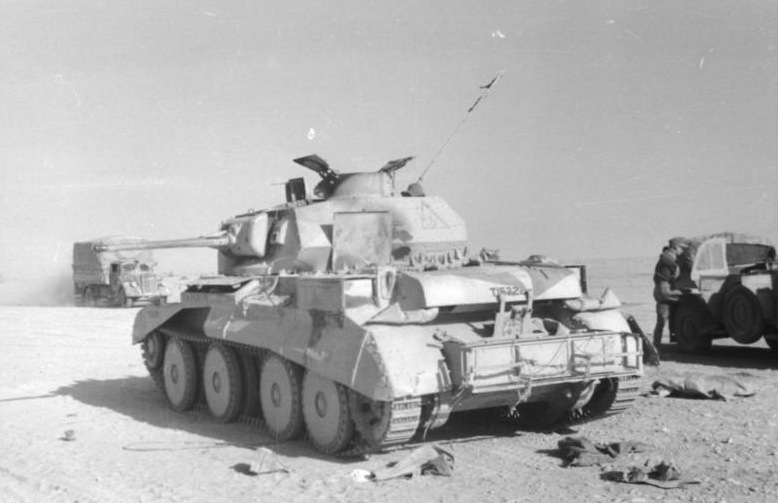
Ein in Nordafrika zerstörter Cruiser Mk IV

Ab Oktober 1940 wurden die Mk. IVA nach Nordafrika geschickt, wo sie zusammen mit den älteren Cruiser Tank Mk I und Cruiser Tank Mk II eingesetzt wurden. Der Cruiser Tank Mk IV stand nie in ausreichender Zahl zur Verfügung und eine typische Panzerbrigade bestand aus einer Mischung von relativ langsamen Cruiser Tank Mk I und Mk II mit schnelleren Cruiser Tank Mk IV und Light Tank Mk VI. Dies führte zu taktischen und versorgungstechnischen Schwierigkeiten, aber in Afrika war der Mk IV bei seinen Besatzungen beliebt. Wie alle Kreuzer war er, im Gegensatz zum stark gepanzerten Infanteriepanzer Matilda II, anfällig für Standard-Panzerabwehrkanonen der Wehrmacht. Diesen konnte er nur mit Maschinengewehrfeuer auf kurze Distanz begegnen, da hochexplosive Granaten für die 2-Pfünder-Kanone fehlten. Die deutschen Panzer verursachten entgegen der landläufigen Meinung nur wenige Verluste unter den britischen Cruisern. Der Cruiser Tank Mk IV war im Allgemeinen zuverlässig und die 2-Pfünder-Kanone war bis Ende 1941, als der Mk. IV ausgemustert wurde, gegen alle Panzer der Achsenmächte ausreichend.

### Wehrmacht
Mindestens neun Cruiser Tank Mk IV wurden von der Wehrmacht in der Schlacht um Frankreich erbeutet. Sie erhielten die deutschen Bezeichnung Panzerkampfwagen Mk IV 744 (e) Diese neuen Mk IV wurden im Oktober 1940 Panzerabteilung (Flamm) 100 übergeben. Die Mk IV sollten in der Einheit die kleinen Flammpanzerwagen Panzerkampfwagen II Flamingo als Führungs- und Unterstützungsfahrzeuge beiseite stehen. Zunächst stationiert in der niederländischen Stadt Terneuzen und im Dorf Zaamslag wurden die Fahrzeuge erst für die Ausbildung der Panzersoldaten genutzt. Vom Oktober 1940 bis zum Mai 1941 blieb die Einheit in dem Gebiet und nahm an Übungen und Vorbereitungen zu einer möglichen Invasion von Großbritannien teil, dem Unternehmen Seelöwe. Durch ein Foto dokumentiert, wurde mindestens ein Fahrzeug für Übungszwecke auf einen Landungskahn geladen.
Im Mai 1941 wurde die Panzerabteilung (Flamm) 100 von den Niederlanden in die polnische Stadt Murowana Goślina nördlich von Posen verlegt. Nur kurze später an die Nähe der sowjetischen Grenze bei Sielce. Dabei wurde die Panzerabteilung der 18. Panzerdivision zugeteilt. Zu diesem Zeitpunkt waren die Fahrzeuge schon länger in der Nutzung und die Truppen passten die Panzer ihren Bedürfnissen an. So wurden die ursprünglichen Ketten durch Ketten des Panzerkampfwagen II Ausführung D ersetzt, da für die ursprünglichen Ketten auch kaum Ersatzteile vorhanden waren. Außerdem war es logistisch einfacher für die Truppen, da in der Einheit Panzer dieses Typs vorhanden waren. Weiterhin erhielten die Panzer den Notek-Tarnscheinwerfer und an beiden Turmseiten Halterungen für die 20 l Wasser- oder Benzinkanister. Weiterhin wurden Abschleppösen angeschweißt um die französischen Anhänger Typ UE zu ziehen, da diese häufig von der Einheit genutzt wurden.
Die Panzer erhielten die Turmnummern 141, 142, 143, 144 (1. Kompanie, 4. Zug, 1. – 4. Fahrzeug), sowie 241, 242, 243, 244. Mit dem Einmarsch in die Sowjetunion konnten die Mk IV mit ihrer 2-Pfünder-Kanone die meisten sowjetischen Panzer vom TypT-26, BT-5, BT-7 oder T-28 zerstören. Gegen den T-34 hatte der Cruiser Tank Mk IV jedoch große Probleme und konnte diesen Panzer nur auf relativ kurze Distanz an den Seiten oder von hinten durchschlagen. Gegen den KW-1 oder KW-2 konnte der Panzer nichts ausrichten, lediglich mit Glück die Ketten beschädigen. Die Panzerabteilung nahm an Schlachten um die Festung Brest teil und half dabei, Minsk in weniger als zehn Tagen nach Beginn des Unternehmen Barbarossa zu erobern.
Trotz der vielen Umbauten und versuchten Verbesserungen an den Panzern, ließ die Zuverlässigkeit der Fahrzeuge weiter zu wünschen übrig und auch die Panzerung war schon nach kurzer Zeit zu schwach. So erlitten einige Panzer Schäden durch technische defekte, welche durch Ersatzteilmangel für diesen Panzertyp kaum zu beheben waren. Bis zum 11. Juli 1941, weniger als einem Monat nach dem Beginn des Unternehmens, war kein einziger Mk IV mehr einsatzbereit. Bis zur Außerdienststellung der Panzerabteilung (Flamm) 100 im November 1941 hatte sich an diesem Zustand nichts geändert. Danach kann kein Nachweis mehr zum Einsatz der Mk IV auf Seiten der Wehrmacht bestätigt werden.